# Ria de Aveiro
Um moliceiro na Ria de Aveiro.
A Ria de Aveiro, também conhecida como Foz do Vouga, é um haff-delta que existe na região de Aveiro, entre Ovar e Mira.
Trata-se de uma laguna costeira de baixa profundidade e extensas zonas entre marés, estendendo-se no interior do território português, paralelamente ao Oceano Atlântico, ao longo de 45 quilómetros de comprimento e com uma largura máxima de 11 quilómetros. A sua área percorre dois distritos (Aveiro e Coimbra) e as localidades de Aveiro, Estarreja, Ílhavo, Mira, Murtosa, Ovar e Vagos.
A ria divide-se em três canais/zonas: o Canal de Ovar, o Canal de Ílhavo e o Canal de Mira.

## Características
A ria é o resultado do recuo do mar, com a formação de cordões litorais que, a partir do século XVI, formaram um haff-delta que constitui um dos mais importantes e belos acidentes geográficos da costa portuguesa.
No total, toda a foz abarca onze mil hectares, dos quais seis mil estão permanentemente alagados, desdobra-se em quatro importantes canais ramificados em esteiros que circundam inúmeras ilhas e ilhotas. Nela desaguam os rios Vouga, Antuã, Boco e Fontão, tendo como única comunicação com o mar um canal que corta o cordão litoral entre a Barra e São Jacinto, permitindo o acesso ao porto de Aveiro de embarcações de grande calado.
Rica em peixes e aves aquáticas, apresenta grandes planos de água, locais de eleição para a prática de todos os desportos náuticos. Para além disso, ainda que tenha vindo a perder, de ano para ano, a importância que já teve na economia aveirense, a produção de sal, utilizando técnicas milenares, é ainda uma das actividades tradicionais mais características da cidade de Aveiro.

## Afluentes

### Rio Antuã
O rio Antuã nasce a uma altitude aproximada de 400 metros, no Monte Alto, localidade de Romariz, concelho de Santa Maria da Feira, e estende-se por cerca de 38 quilómetros até desaguar na Ria de Aveiro, na zona do Largo do Laranjo, concelho de Estarreja. Em alguns lugares, como São João da Madeira e Vila de Cucujães, é conhecido como rio Ul, mas em Ul designa-se por rio Antuã aquele que, efetivamente, banha S. João da Madeira, Cucujães, S. Tiago de Riba Ul, Oliveira de Azeméis e Estarreja.

### Rio Boco
O rio Boco nasce na freguesia de Febres, na localidade de Balsas, concelho de Cantanhede. Banha os concelhos de Vagos e de Ílhavo, desaguando na Ria de Aveiro. Este curso de água pode tomar o nome de Ribeira ou Rio Boco, sendo conhecido, em tempos idos, por Rio Salgado. É conhecido na localidade de Bustos por Vala do Sardão.

### Rio Cáster
O rio Cáster tem a sua nascente na freguesia de Sanfins, do concelho de Santa Maria da Feira, atravessando diversas freguesias desse concelho e outras do vizinho concelho de Ovar, até desaguar na Ria de Aveiro, que tem o seu limite norte no Carregal. Associados a este rio, nomeadamente pela pesca e pela agricultura, estão desde longa data os moradores da Ribeira de Ovar que dependeram do seus cais — desde meados do século XVIII — para procederem ao transporte de mercadorias entre Aveiro, o Porto e outras terras mais no interior.

## Turismo
A ria de Aveiro é bastante utilizada para fins turísticos, nomeadamente através dos seus barcos característicos, os moliceiros. Os passeios de barco moliceiro acontecem nos canais urbanos da Ria de Aveiro:
- Canal Central;
- Canal do Cojo;
- Canal das Pirâmides;
- Canal de São Roque;
- Canal dos Botirões.

Estes passeios têm a duração estimada de 45 minutos e permitem conhecer as principais atracções e monumentos da cidade.

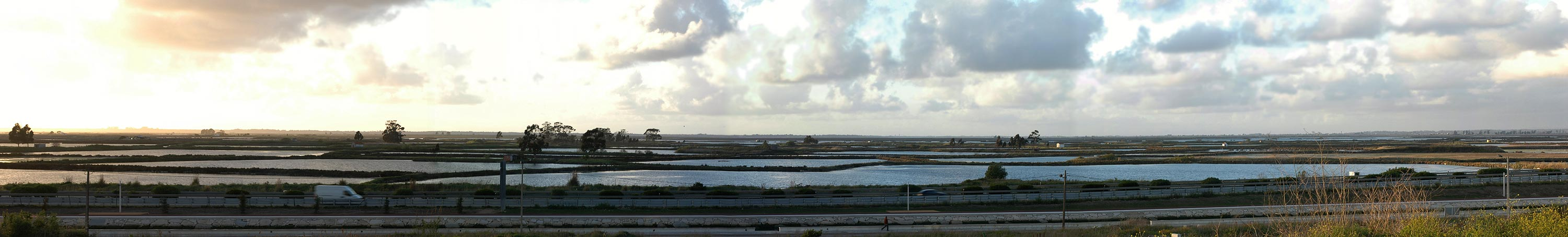
Vista panorâmica da ria.
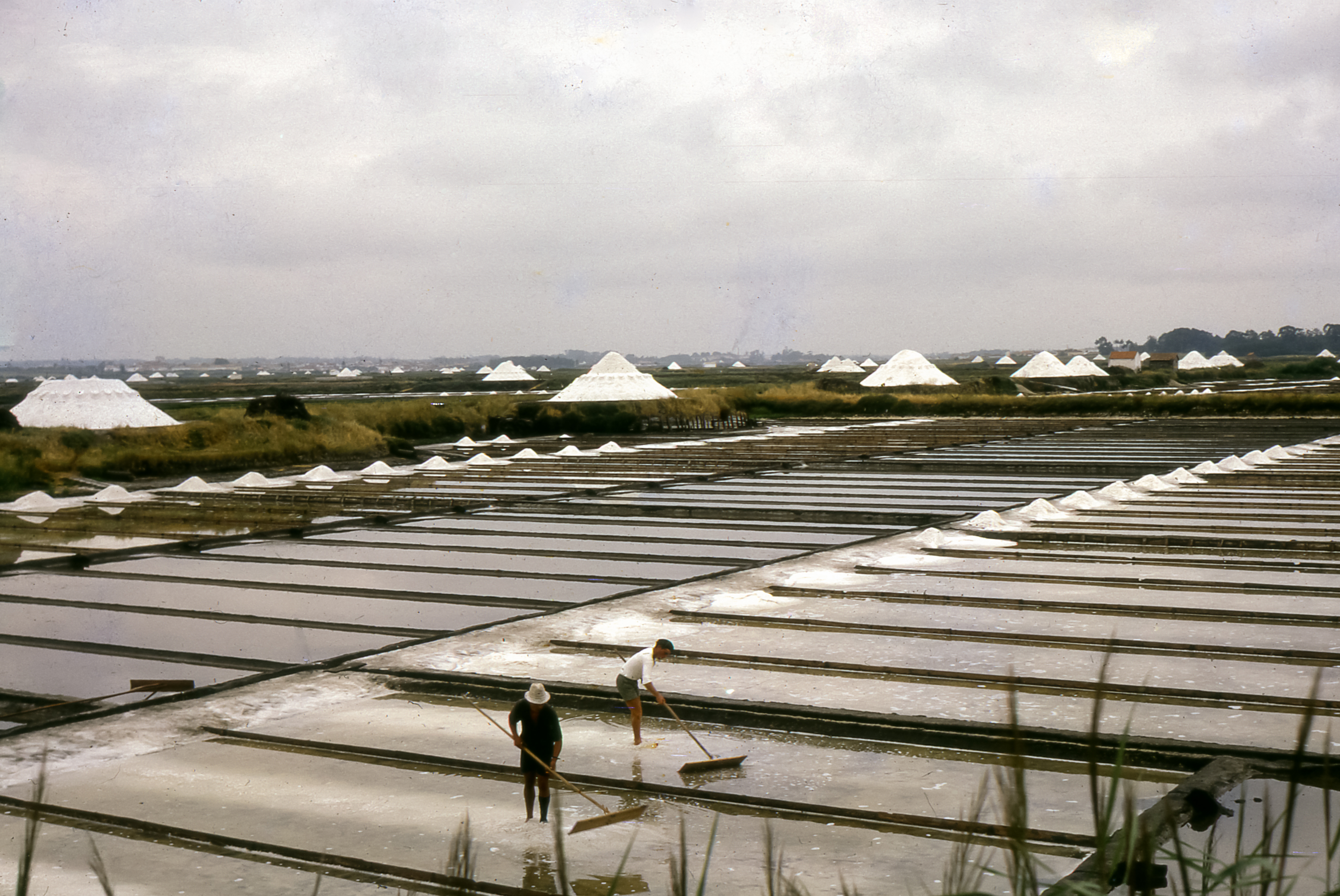
Salinas e marnotos, a norte de Aveiro.
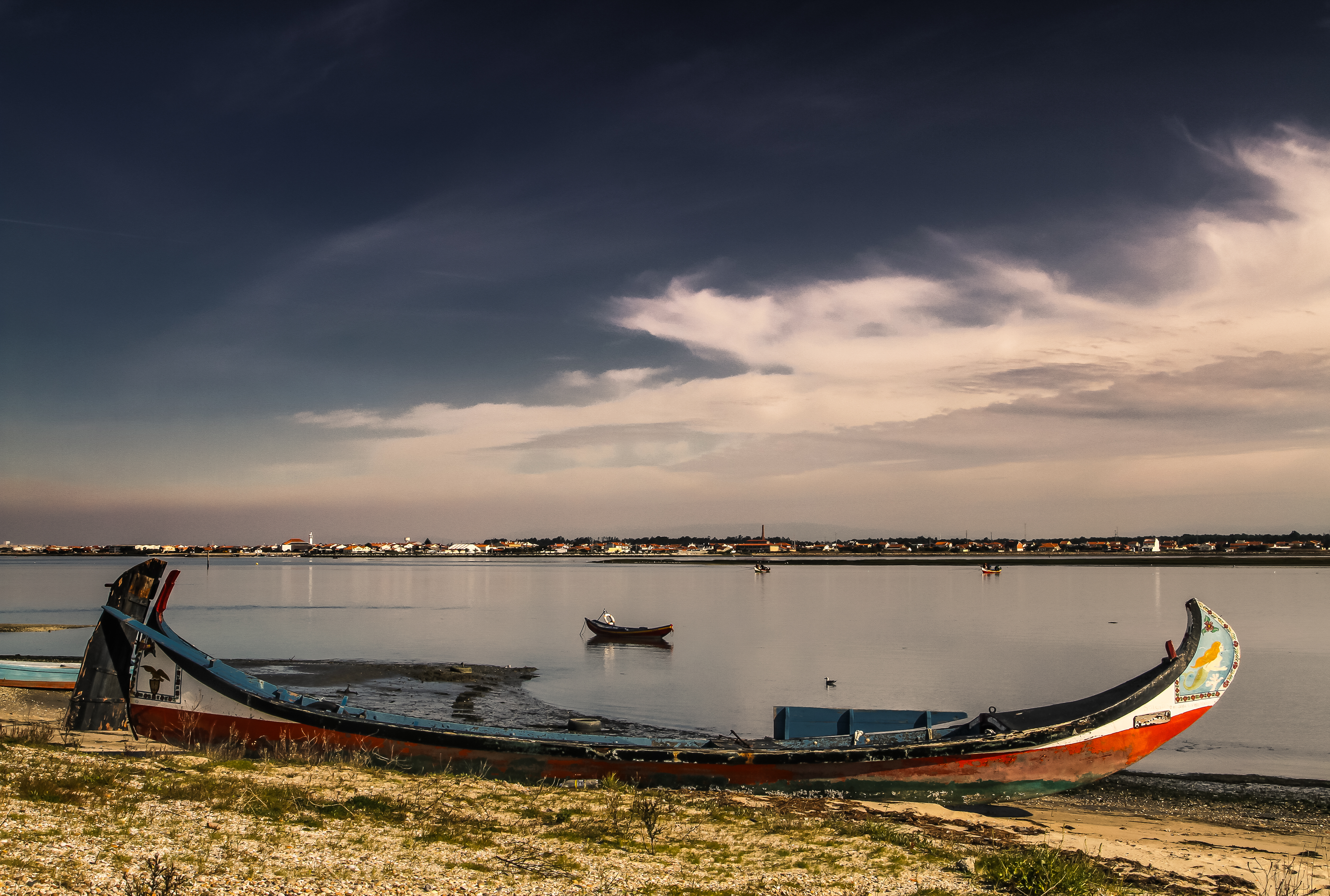
Um moliceiro, embarcação típica desta região.
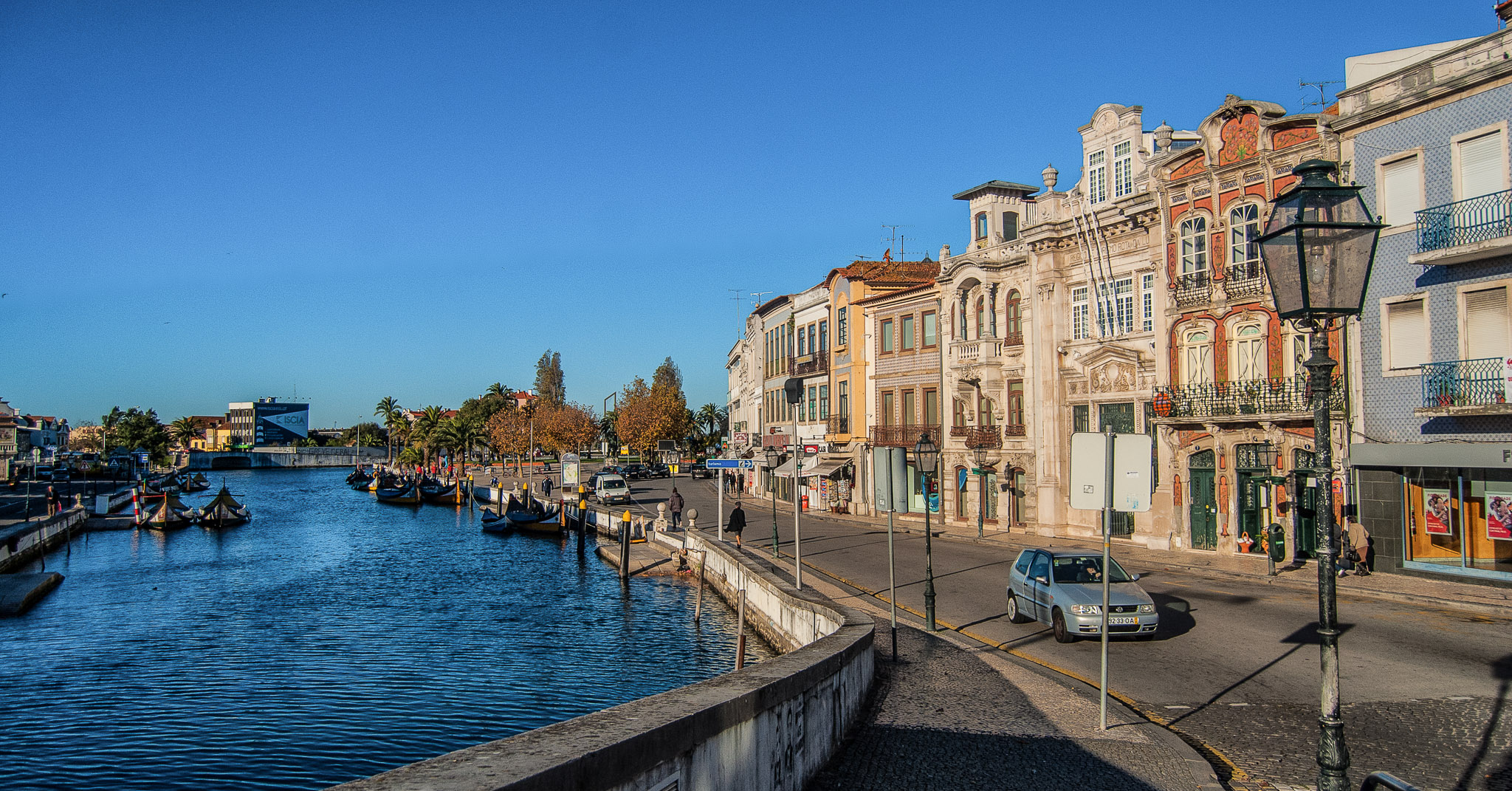
Canal Central, em Aveiro. Uma das várias ramificações da ria.
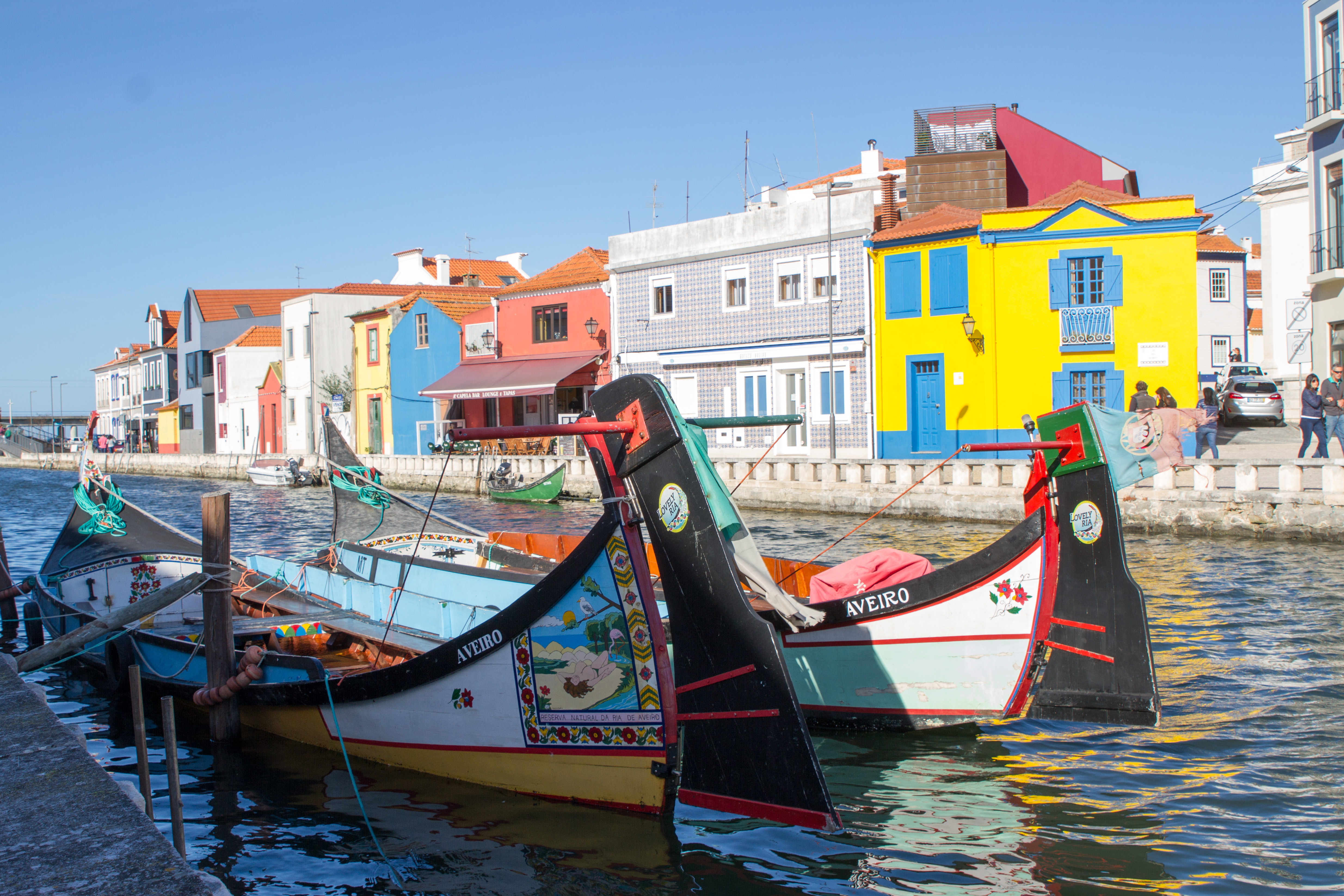
Canal dos Botirões, em Aveiro.
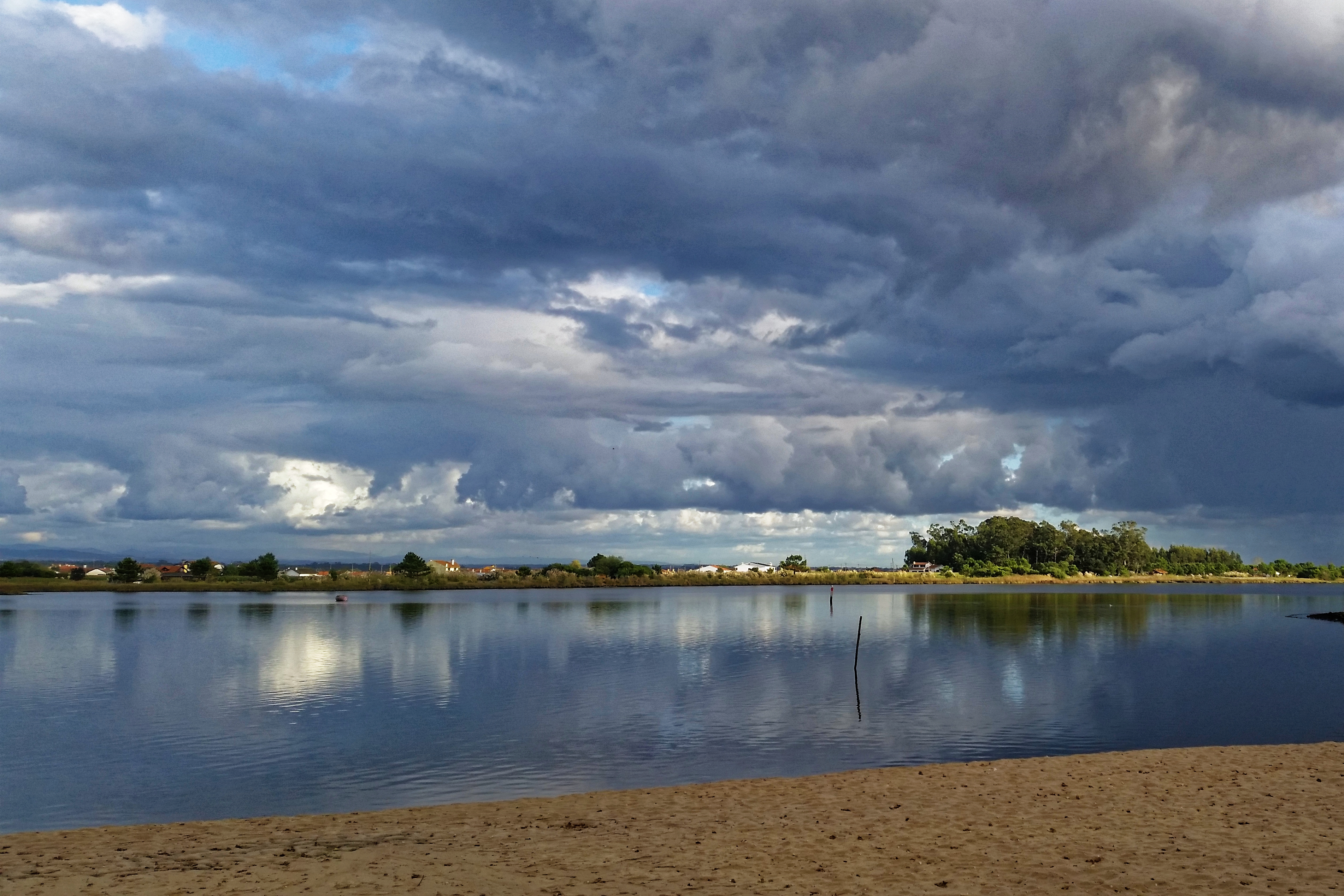
Praia do Areínho, em Ovar.
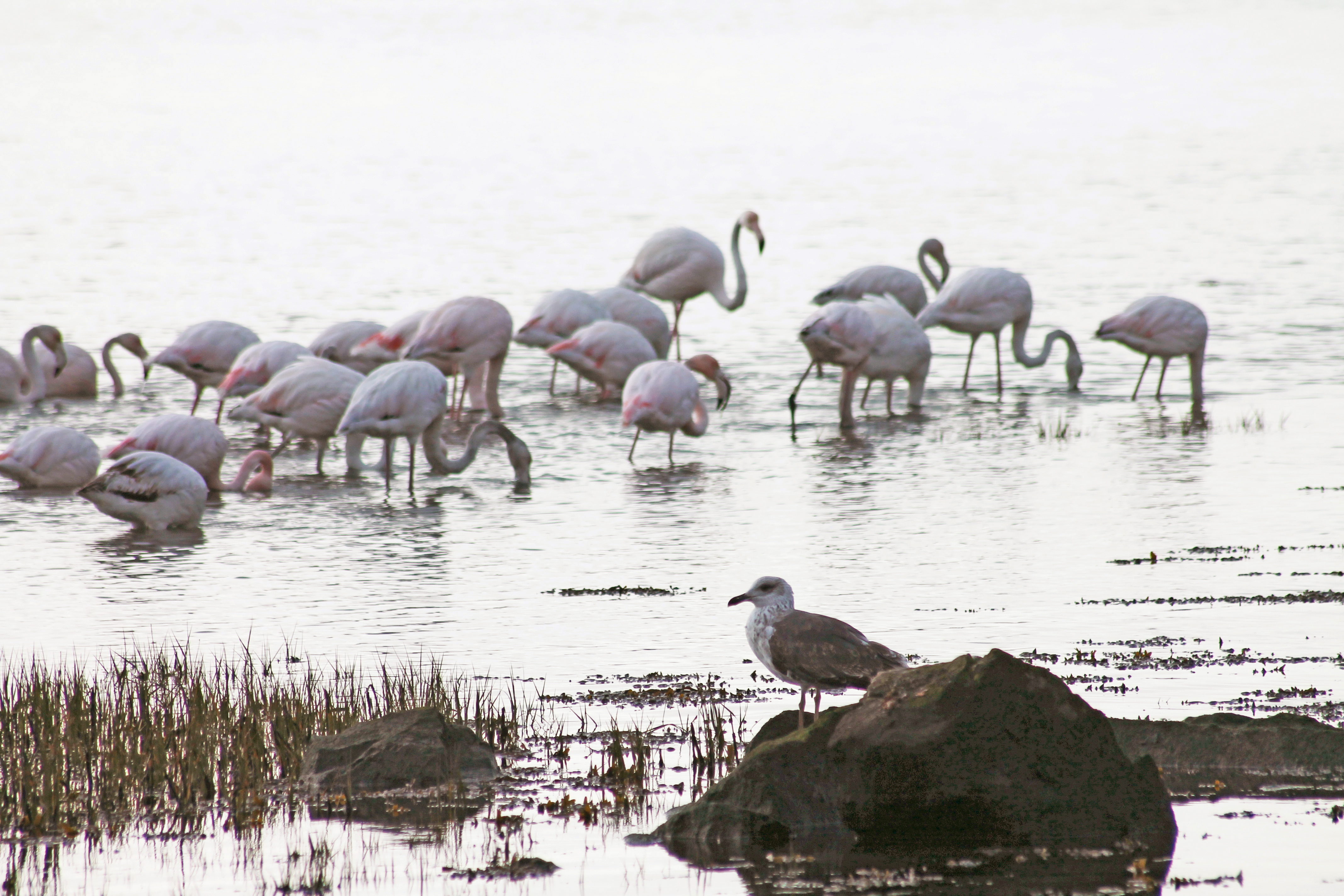
Flamingos e uma gaivota, espécies abundantes na ria de Aveiro.
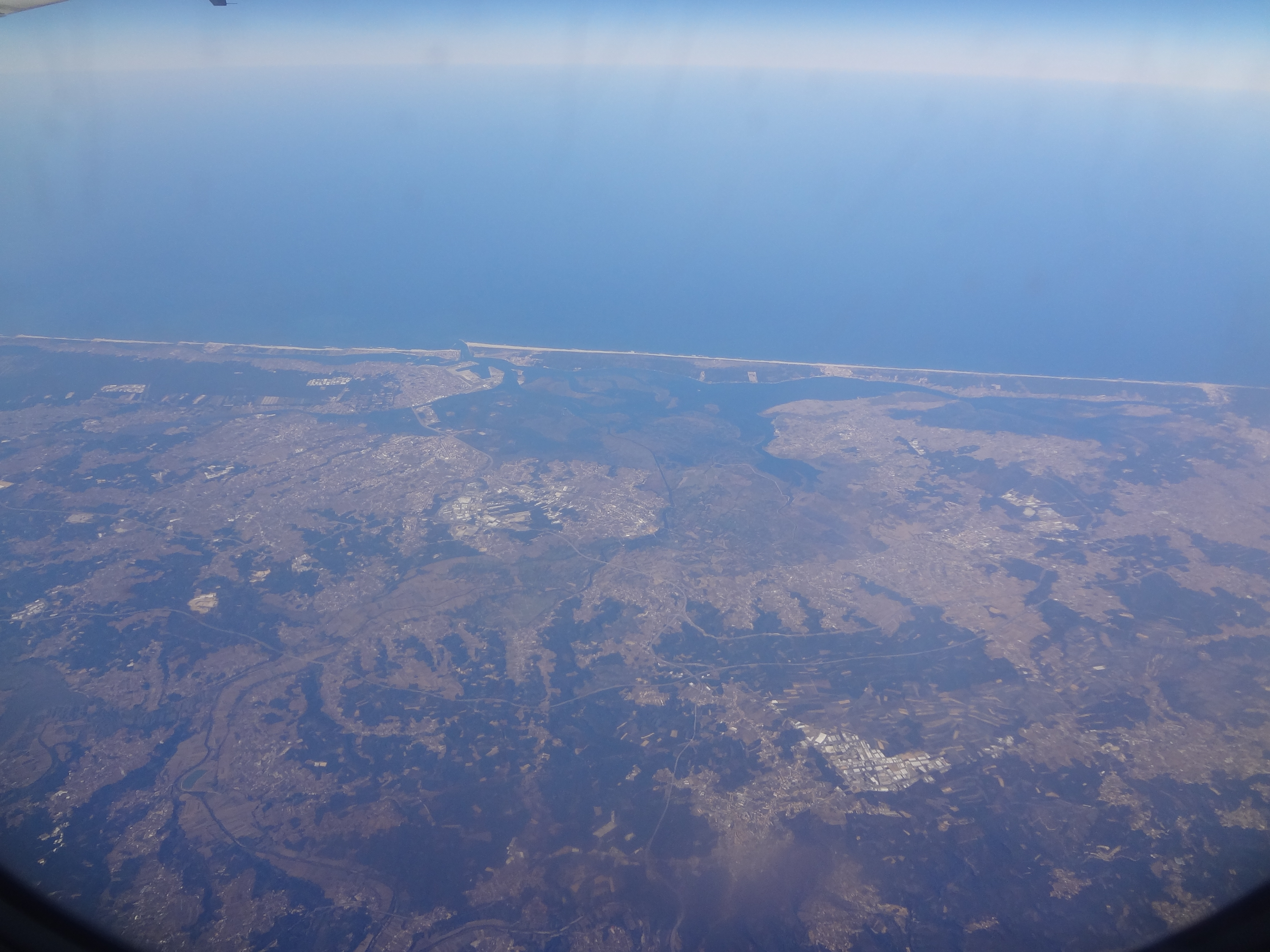
Vista aérea da costa portuguesa, na região de Aveiro.